# Rubus reflexus
Rubus reflexus là loài thực vật có hoa trong họ Hoa hồng. Loài này được Ker Gawl. miêu tả khoa học đầu tiên năm 1820.